# シュリーニディ・シェッティ
シュリーニディ・シェッティ（Srinidhi Shetty、1992年10月21日 - ）は、インドのモデル、女優。ミス・スプラナショナル2016の優勝者で、インド人として2人目のコンテスト優勝者である。2018年にカンナダ語映画『K.G.F: CHAPTER 1』で女優デビューした。

## 生い立ち
1992年10月21日にブント族のトゥルヴァス・マンガロリアン家庭に生まれる。父ラメーシュ・シェッティはムルキ、母クシャラはキンニゴリ・タリパディーの出身である。
マンガルールのシュリ・ナーラーヤナ・グル・イングリッシュ・ミディアム・スクール、セント・アロイジス・カレッジで教育を受けた後、ベンガルールのジャイン大学に進学して電子工学の学位を取得する。

## キャリア

### モデル

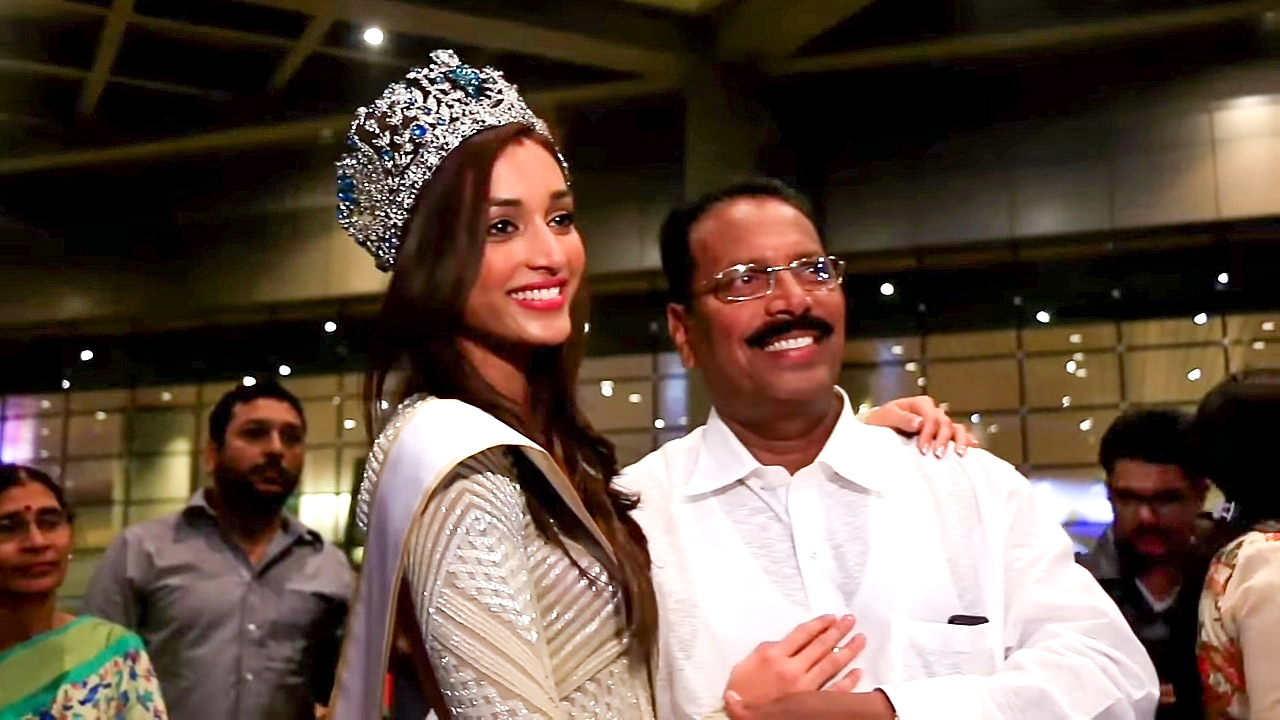
ミス・スプラナショナル優勝時のシュリーニディ・シェッティと父ラメーシュ

2012年にクリーン&クリア主催のフレッシュ・フェイス・コンテストに出場し、最終選考の2名に残った。2015年にマナプラム・ミス・サウス・インディアに出場し、ミス・カルナータカとミス・ビューティフル・スマイルのタイトルを獲得し、その後はマナプラム・ミス・クイーン・オブ・インディアにも出場して優勝し、同時にミス・コンジニアリティに選出された。また、アクセンチュア在籍中にモデルとして活動していた。
2016年にミス・ディーヴァに出場してファイナリストに選出され、ミス・スプラナショナル・インディア2016のタイトルを獲得した。この他に3つのタイトルを獲得し、その後はミス・スプラナショナル2016にインド代表として出場した。同年12月2日にポーランド・クリニツァ＝ズドルイで開催された最終選考で優勝し、ミス・スプラナショナル2016のタイトルとミス・スプラナショナル・アジア&オセアニア2016のタイトルを獲得した。優勝後はアラブ首長国連邦、フランス、日本、シンガポール、タイ王国、スロバキア、ポーランド、インドを訪問している。

### 女優

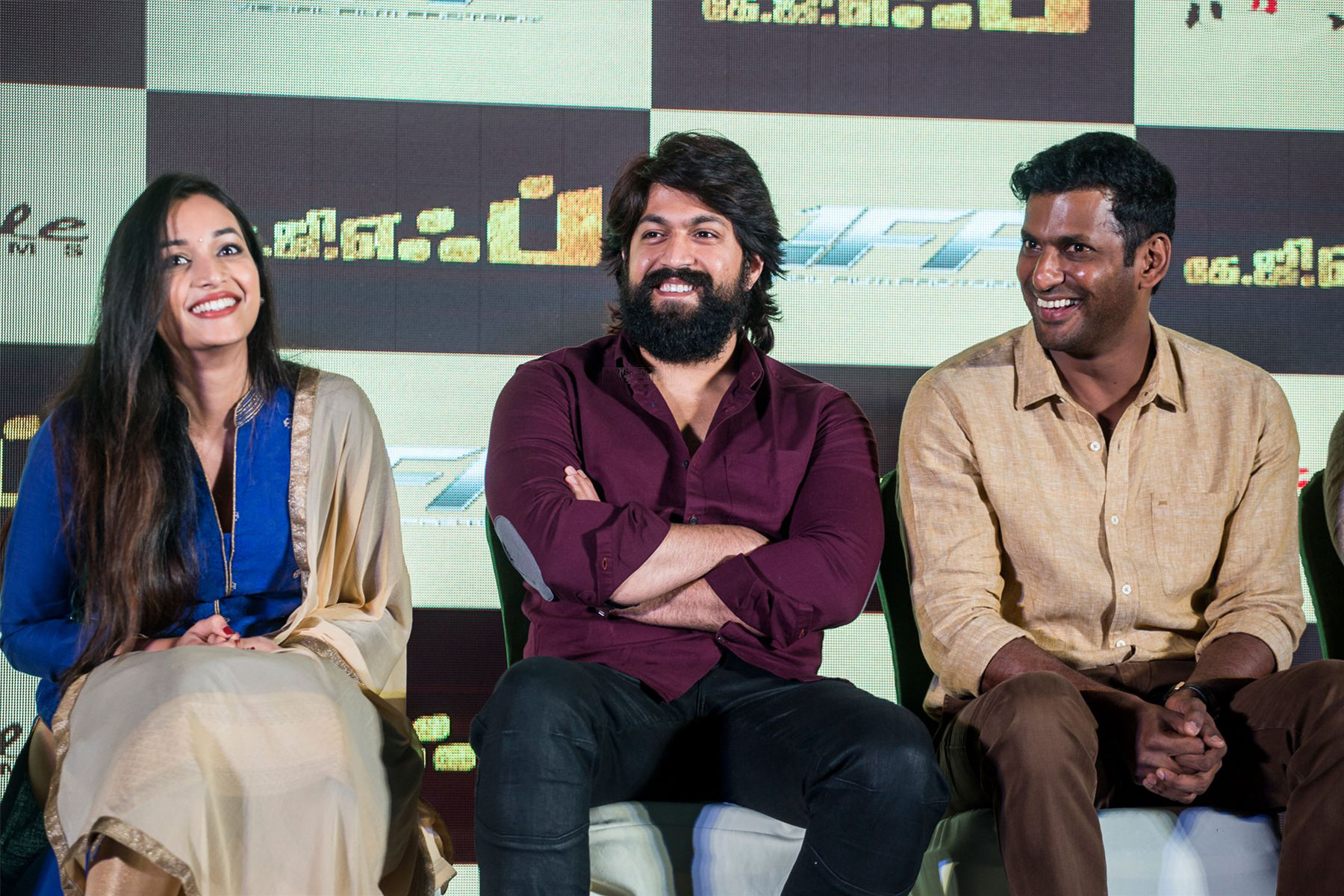
チェンナイで開催された『K.G.F: CHAPTER 1』のイベントに出席するシュリーニディ・シェッティ、ヤシュ、ヴィシャール

2018年にプラシャーント・ニールの『K.G.F: CHAPTER 1』で女優デビューし、ヤシュと共演した。同作ではヤシュが演じる主人公ロッキーの恋人リナ・デサイ役を演じている。シュリーニディを含む主要キャストは批評家から演技を絶賛され、同作は興行収入25億ルピーを記録するヒット作となった。
2022年に『K.G.F: CHAPTER 1』の続編となる『K.G.F: CHAPTER 2』に引き続き出演し、リナ・デサイ役を再演した。同作への出演でシュリーニディの知名度は上がり、映画も批評家から高く評価された。また、同作は120億ルピー超えの興行収入を記録し、2022年のインド映画で最も高い興行収入を記録した映画の一つとなっている。同年にはヴィクラム主演の『Cobra』に出演し、タミル語映画デビューした。同作は製作費10億ルピーに対して興行収入4億ルピーを記録し、ボックスオフィス・ボムとなった。シュリーニディは犯罪学教授のバーヴァナ・メーナン役を演じたが、『インディア・トゥデイ』は彼女のキャラクターについて「取るに足りない役だった」と批評している。

## フィルモグラフィー
| 年   | 作品             | 役名                 | 言語       | 出典   |
| ---- | ---------------- | -------------------- | ---------- | ------ |
| 2018 | K.G.F: CHAPTER 1 | リナ・デサイ         | カンナダ語 | [ 36 ] |
| 2022 | K.G.F: CHAPTER 2 | リナ・デサイ         | カンナダ語 | [ 37 ] |
| 2022 | Cobra            | バーヴァナ・メーナン | タミル語   | [ 38 ] |

## 受賞歴
| 年                                | 部門                              | 作品名                            | 結果                              | 出典                              |
| フィルムフェア賞 南インド映画部門 | フィルムフェア賞 南インド映画部門 | フィルムフェア賞 南インド映画部門 | フィルムフェア賞 南インド映画部門 | フィルムフェア賞 南インド映画部門 |
| --------------------------------- | --------------------------------- | --------------------------------- | --------------------------------- | --------------------------------- |
| 2019年                            | カンナダ語映画部門新人女優賞      | 『K.G.F: CHAPTER 1』              | ノミネート                        | [ 39 ] [ 40 ]                     |
| 南インド国際映画賞                |                                   |                                   |                                   |                                   |
| 2019年                            | カンナダ語映画部門新人女優賞      | 『K.G.F: CHAPTER 1』              | ノミネート                        |                                   |
| 2023年                            | カンナダ語映画部門主演女優賞      | 『K.G.F: CHAPTER 2』              | 受賞                              | [ 41 ] [ 42 ]                     |